# Vater

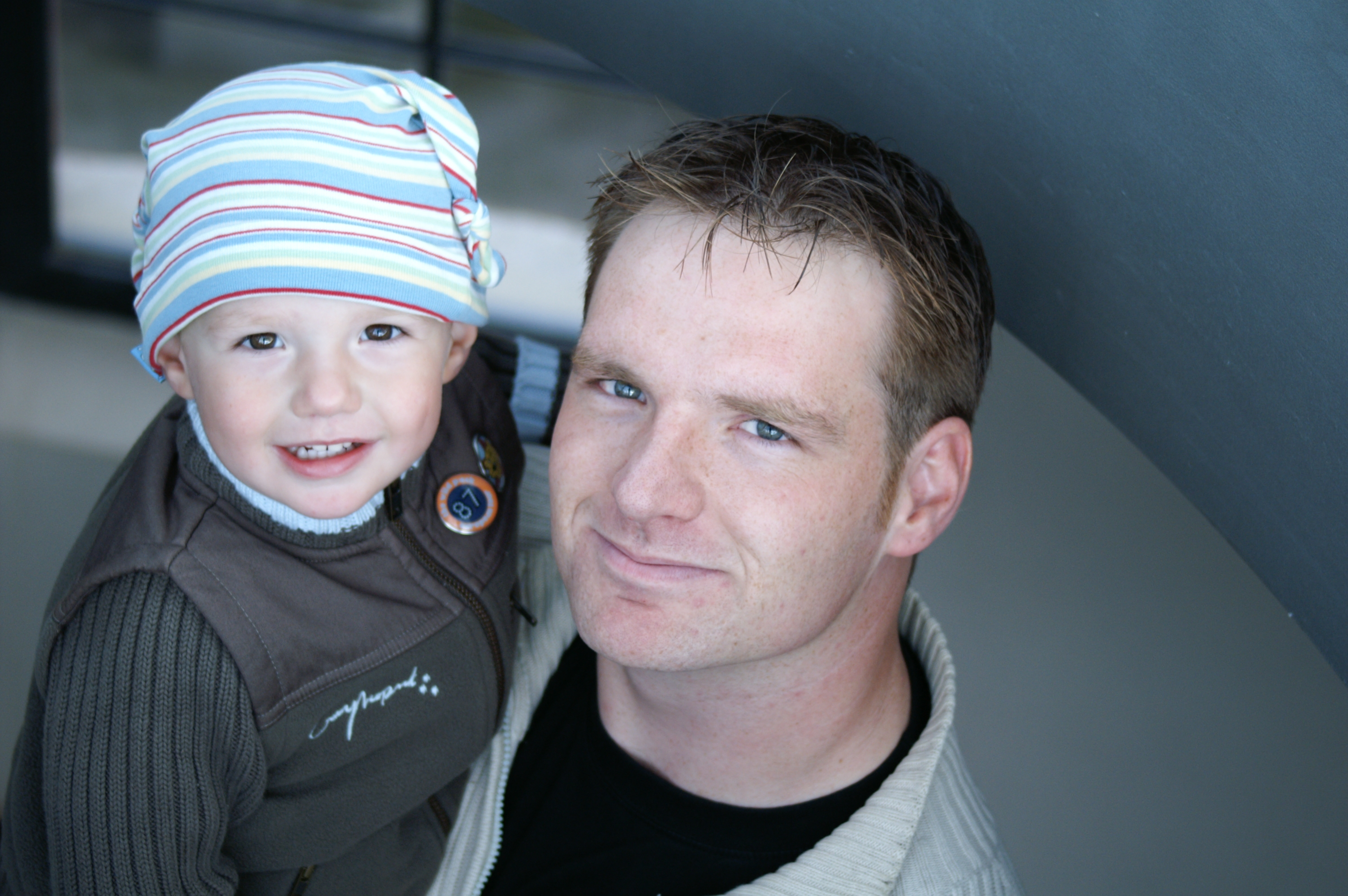
Vater (rechts) mit Kind (2006)

Vater bezeichnet bei Menschen einen männlichen Elternteil; seine Vaterschaft kann sich auf einen, zwei oder alle drei Teilbereiche der Elternschaft beziehen:
- der biologische Vater ist der Erzeuger der männlichen Keimzelle (Sperma) für die Zeugung des Menschen, er ist mit ihm blutsverwandt
- der rechtliche Vater hat Elternrechte und -pflichten und trägt die rechtliche Verantwortung für den Menschen, auch im Falle seiner Adoption durch ihn
- der soziale Vater übernimmt persönliche Verantwortung und umsorgt den Menschen.

Ein Mensch kann folglich mehr als nur einen Vater haben. In der Kernfamilie und bei alleinerziehenden biologischen Vätern werden alle drei Teilbereiche der Vaterschaft wahrgenommen. Der Stiefvater, der Vater in einer gleichgeschlechtlichen Ehe, der Pflegevater, der biologische Vater ohne Sorgerecht oder der Samenspender haben nur Teilbereiche inne.

## Wortherkunft
Das Wort „Vater“ gehört, wie viele andere Verwandtschaftsbezeichnungen auch, zu den ältesten Teilen des Wortschatzes und geht auf eine gemeinsame Vorform vieler heutigen indoeuropäischen Sprachen zurück. Mit dem deutschen Vater urverwandte Formen in verwandten Sprachen sind im altindischen Sanskrit pitar, griechisch pater, lateinisch pater, sowie altirisch athir und neuirisch ahir. Aus dem 4. Jahrhundert ist gotisch fadar überliefert. Deutschsprachige Varianten sind unter anderem althochdeutsch fater (ähnlich dem englischen father) und schließlich neuhochdeutsch Vater.
Gebräuchliche (Kose) Namen für einen Vater sind: Vati, Papa, Papi, Paps, Pa, Babba (Hessen), Date (Tirol), Tata (Südtirol), Däta (Vorarlberg), Ätti (Bern) sowie dad, daddy (englisch).
Die Bezeichnung Vater wird in anderen Zusammenhängen als Begründer, Verursacher oder Erzeuger verwendet, beispielsweise als „Vater des Gedankens“ oder „Vater des Erfolges“. In alten Redewendungen wie „Die Väter sagten …“ steht Väter für die Vorfahren (Ahnen, Altvorderen). Im deutschsprachigen Kulturraum wird Vaterland im Sinne von Heimat gebraucht. Im Christentum kennzeichnet die Bezeichnung Gottvater die väterliche Wesensart des als Dreifaltigkeit verehrten Gottes (Trinität).

## Vaterschaft und Biologie

### Menschliche Vaterschaft und Hormone
Die Psychologin Anne Storey von der Memorial University of Newfoundland stellte im Jahr 2000 fest, dass die Eigenschaften der Vaterschaft hauptsächlich durch den Hormonspiegel schon während der Schwangerschaft der Frau geprägt werden. In einer Untersuchung mit Paaren entdeckte sie wesentliche Änderungen im Hormonhaushalt der werdenden Väter beim Cortisol-, Prolaktin- und Testosteronspiegel. Während der Prolaktingehalt um etwa 20 % stieg, sank der Testosteronspiegel nach der Geburt um durchschnittlich ein Drittel. Folge sei ein Verhaltenswechsel des Vaters hin zu mehr Fürsorglichkeit. Als Auslöser werden Pheromone der schwangeren Frau vermutet. Weiter wurden kaum Unterschiede zwischen biologischen Vätern und „Ersatzvätern“ festgestellt.

### Vaterschaft im Tierreich
Eine aktive Vaterschaft im Tierreich wurde zum Beispiel bei den Kaiserpinguinen beobachtet. Der Sozialforscher Wassilios Fthenakis nannte 2005 in seinem Standardwerk „Väter“ weitere Beispiele aus der Tierwelt, wie etwa den Stichling. Hier zeichnen sich Väter vor allem durch Brutpflege aus. Die Anthropologin Sarah Blaffer Hrdy betonte, dass die Teilung von Erziehungsaufgaben sich vor allem bei monogamen Beziehungen in einer Spezies herausbildet, da die Männchen sich relativ sicher sein können, dass sie in ihren eigenen Nachwuchs investieren. So ist unter den Primaten die aktive Vaterrolle bei den monogamen Krallenäffchen deutlicher ausgeprägter als bei den polygamen Schimpansen.

## Vaterschaft im Recht

### Feststellung der Vaterschaft
Für die Vaterschaft kommen drei Möglichkeiten (in absteigender Reihenfolge) in Betracht (§ 1592 BGB):
1. Vater eines Kindes ist der Mann, der zum Zeitpunkt der Geburt mit der Mutter verheiratet ist. Diese Regelung findet unter Umständen keine Anwendung, wenn das Kind zwar während der Ehe, aber nach einem Scheidungsantrag geboren wurde. Wird ein Kind innerhalb von 300 Tagen nach dem Tod des Ehemanns geboren, so gilt der verstorbene Ehemann grundsätzlich als Vater (§ 1593 BGB).
2. Vater ist der Mann, der die Vaterschaft anerkannt hat. Die Anerkennung bleibt schwebend unwirksam, solange ein anderer Mann – etwa wegen bestehender Ehe zum Zeitpunkt der Geburt – als Vater des Kindes gilt. Erst mit erfolgreicher Anfechtung der Scheinvaterschaft wird die Anerkennung des Vaters wirksam.
3. Vater ist der Mann, dessen Vaterschaft gerichtlich festgestellt ist.

Zur Vaterschaft nach 1. und 2. ist es nicht nötig, dass der juristische Vater zugleich der biologische Vater des Kindes ist. Ehemänner sind – so lange keine Vaterschaftsanfechtung erfolgt – auch dann Väter der Kinder ihrer Ehefrau, wenn sie nicht die biologischen Erzeuger sind. Ein Mann kann die Vaterschaft auch anerkennen, wenn ihm und der Mutter bekannt ist, dass er nicht der biologische Vater ist. Bei einer gerichtlichen Feststellung (also auch bei 3.) oder bei einer Vaterschaftsanfechtung ist aber immer die biologische Vaterschaft entscheidend, eine anderslautende Anerkennung erlangt dann keine Gültigkeit mehr.
Das Oberlandesgericht Düsseldorf beschloss am 31. Juli 2015, dass eine Vaterschaft erst nach der Geburt eines Kindes festgestellt werden kann. Eine rechtliche Vaterschaft für einen Embryo ist nach deutschem Recht nicht vorgesehen. Wegen der grundsätzlichen Bedeutung der Sache hat der Senat gegen seine Entscheidung die Rechtsbeschwerde zum Bundesgerichtshof zugelassen.
Der juristische Vater hat nach Rechtsprechung des Bundesverfassungsgerichtes ein Recht darauf zu erfahren, ob er auch der biologische Vater ist.
Ferner kann durch Adoption eine juristische Vaterschaft begründet werden oder wechseln.
§ 1600 Abs. 2 und 3 BGB besagen, dass der leibliche Vater die Vaterschaft des juristischen Vaters nicht anfechten kann, wenn der juristische Vater mit dem Kind in einer „sozial-familiären“ Beziehung lebt oder zum Zeitpunkt seines Todes gelebt hat.
Einem Beschluss des Oberlandesgerichts Köln vom 30. November 2009 zufolge bleibt das rechtliche Verhältnis zum Kind durch geschlechtsangleichende Maßnahmen beim Elternteil unberührt, auch wenn diese vor der Geburt stattfanden; standesamtlich müsse allerdings der frühere männliche Vorname des Vaters eingetragen werden, „um bei Dritten keinen Anlass zu Spekulationen zu geben und der Gefahr einer Offenlegung der Transsexualität eines Elternteils vorzubeugen“.

### Rechtsfolgen der Vaterschaft
Zahlreiche Rechtsfolgen haben die Vaterschaftsvermutung, die Vaterschaftsanerkennung bzw. die gerichtliche Vaterschaftsfeststellung, die in der heute bekannten Form seit dem Inkrafttreten des Nichtehelichengesetzes am 1. Juli 1970 existiert.
Es entsteht zwischen dem rechtlichen Vater (und seiner gesamten Verwandtschaft) ein Verwandtschaftsverhältnis zum Kind. Das Kind erhält, wenn die Mutter Ausländerin ist und der Vater Deutsch ist, auch die deutsche Staatsangehörigkeit. Es kommt also in einem solchen Falle zu einer dauerhaften doppelten Staatsangehörigkeit. Außerdem entstehen Zeugnisverweigerungsrechte (§ 52 StPO).
Die Vaterschaft begründet zugleich die Unterhaltspflicht und darüber hinaus auch die sittliche Pflicht, für den Unterhalt des Kindes bis zum Abschluss einer seiner Neigung entsprechenden Ausbildung aufzukommen (§§ 1601 ff. BGB). Ferner nach § 1615l BGB Unterhaltsansprüche für die Kindesmutter sowie nach dem Tod des Vaters Erbansprüche. Die besonderen Bestimmungen für nichteheliche Kinder (sogenannter vorzeitiger Erbausgleich) sind durch das Kindschaftsrechtsreformgesetz zum 1. Juli 1998 abgeschafft worden.
Ebenfalls entstehen sozialrechtliche Ansprüche, z. B. auf Mitversicherung des Kindes in der Krankenkasse des Vaters (Familienversicherung) sowie im Todesfalle Ansprüche auf Waisenrente.
Desgleichen hat die Vaterschaftsfeststellung für das Kind zur Folge, dass es mit Eintritt in die Volljährigkeit grundsätzlich sorgepflichtig gegenüber seinen Eltern wird.

### Urteil
Beispiel für die Feststellung einer Vaterschaft vor dem Amtsgericht:

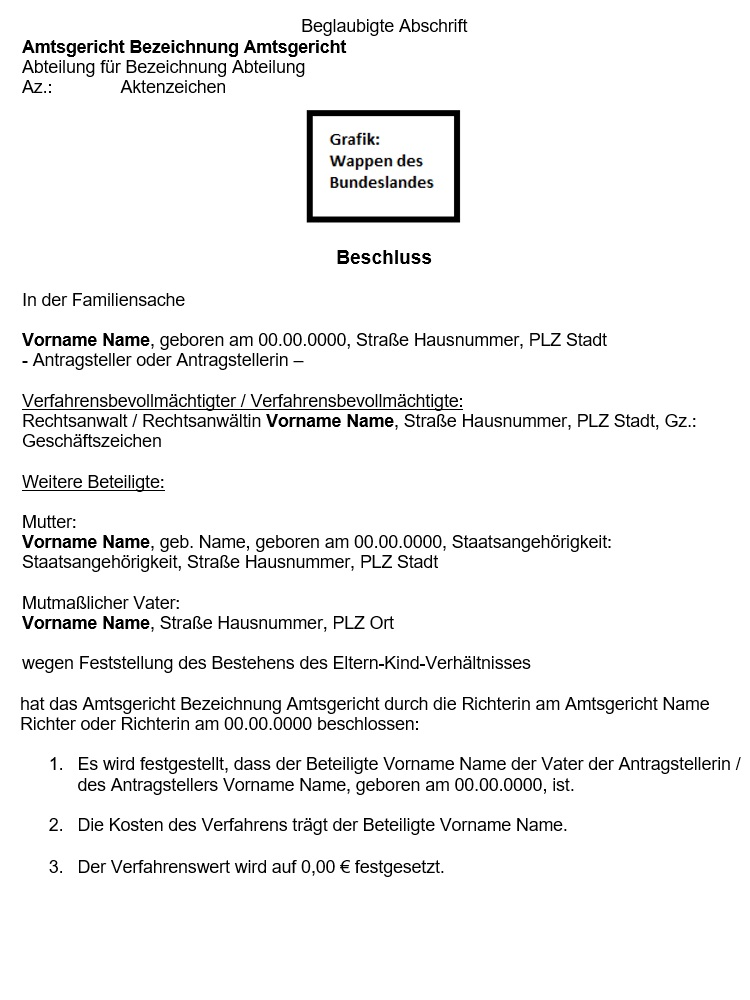
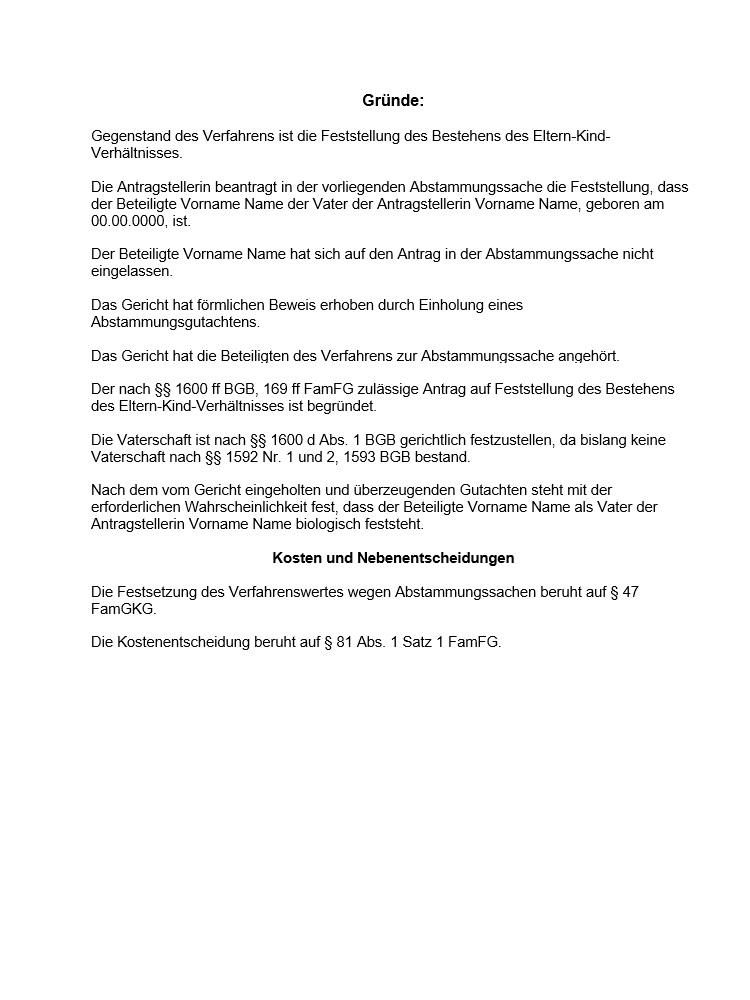
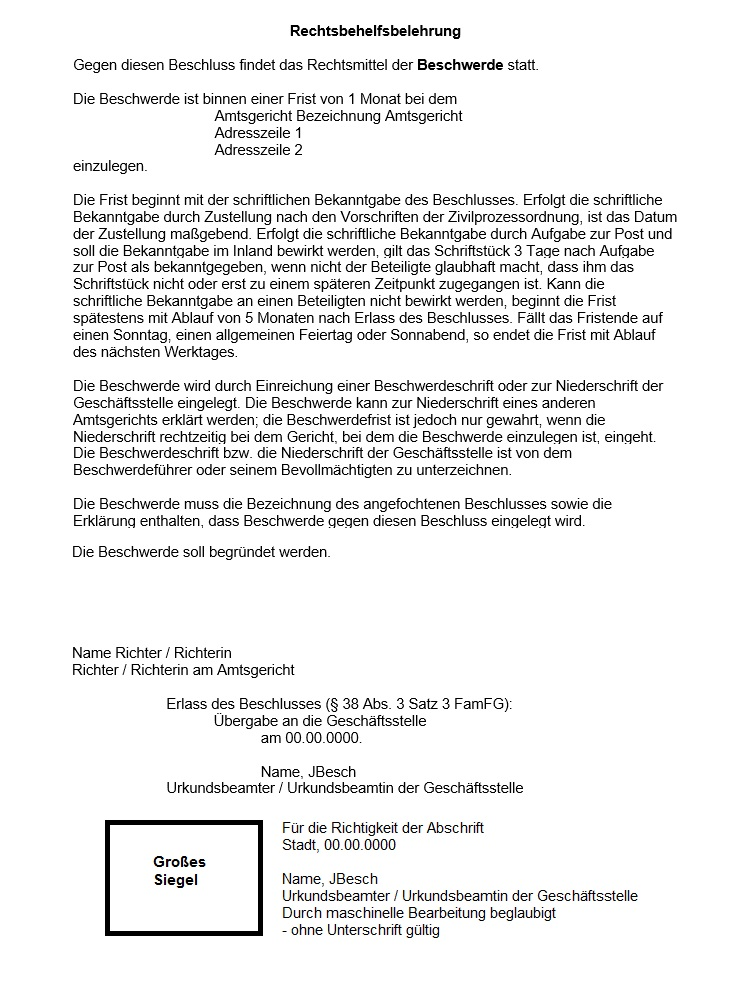

## Vaterschaft in den Sozialwissenschaften

### Vaterrolle
Sozialwissenschaftliche Theorien – etwa der Sozialkonstruktivismus – verstehen als Vater denjenigen, der die soziale Rolle der Vaterschaft wahrnimmt, den sozialen Vater.
Als sozialer Vater gelten auch der Ehepartner der Mutter eines unwissentlich unehelichen Kindes, ein Adoptivvater, Stiefvater oder Pflegevater, und im weiteren Sinne ein Lebensgefährte eines Elternteils, das dem Kind gegenüber eine verbindliche Vaterrolle übernimmt. Diese Vaterrolle entwickelt sich in der Beziehung zum Kind schrittweise und erfordert gegenseitige Bereitschaft dazu; bei einer Anmaßung der Vaterrolle kann das Kind überfordert werden. Ebenfalls sind Rollenkonflikte zwischen dieser Vaterrolle und der Rolle als Ehemann oder Lebensgefährte der Mutter möglich.

### Männlichkeitsbild

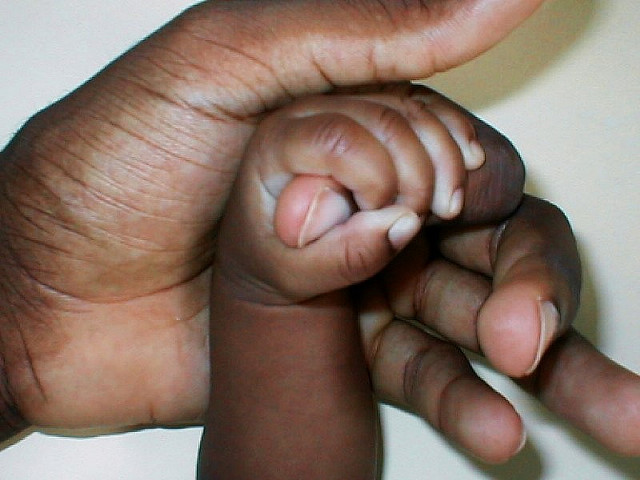
Hände von Vater und Sohn

In einem für das Bundesfamilienministerium erstellten Gutachten „Facetten der Vaterschaft“ hat der Familienforscher Wassilios E. Fthenakis das sich ändernde Bild des Vaters der letzten 300 Jahre nachgezeichnet: Er beschreibt die Entwicklung der Vaterrolle vom Familienpatriarchen im 18. Jahrhundert über den zunehmend an Autorität verlierenden Arbeitervater des 19. Jahrhunderts, den stolzen Alleinernährer im Wirtschaftswunder der 1950er Jahre, den ums Sorgerecht kämpfenden Scheidungsvater der 1980er bis hin zu dem partnerschaftlichen sogenannten „neuen Vater“ der Gegenwart.
Trotz dieser Veränderungen ist das Bild des Vaters im westlichen Kulturverständnis noch immer stark durch das Rollenverständnis des finanziellen Versorgers der Familie geprägt, der nur in Krisensituationen interveniert. Das erschwert es Vätern, mehr Zeit im Alltag mit ihren Kindern zu verbringen und berufliche Interessen dafür zurückzustecken. Hausmänner, die sich um die täglichen Belange der Kinder kümmern, sind quantitativ gesehen weiterhin die Ausnahme. Einige Nichtregierungsorganisationen setzen sich für den Rollenwandel des Vaters hin zum „aktiven“, fürsorglichen Vater ein. In Deutschland sind dies etwa das Väter-Experten-Netz Deutschland e. V., das Bundesforum Männer e. V. sowie das Väterzentrum Berlin.
In Daten der Techniker Krankenkasse zeigte sich, dass der Anteil der Väter unter den Beziehern von Kinderkrankengeld kontinuierlich von rund 18 % (2005) auf über 22 % (2009) angestiegen war.

### Psychologie
Die Mainzer Psychologin und Psychoanalytikerin Inge Seiffge-Krenke fasste die Forschungsergebnisse zusammen und erläuterte Unterschiede im Erziehungsverhalten der Väter und deren Rolle auf den Nachwuchs beim Menschen:
- Mütter beschäftigen sich mit Babys eher pflegerisch (z. B. Baden, Windelwechsel), während Väter zu Imitationsspielen neigen. Sie stimulieren die Kleinen mit Geräuschen oder optischen Reizen.
- Später stimulieren sie die Heranwachsenden mit Bewegung und Sport und fördern so insbesondere bei Söhnen die Autonomie und das geschlechtsspezifische Rollenverhalten. Während bei Söhnen mehr auf Disziplin geachtet wird, werden bei Töchtern mehr Emotionen und Nähe zugelassen.
- Nach der Pubertät bleiben sie wichtiger Ansprechpartner vor allem in schulischen und beruflichen Fragen sowie für politische Themen.

Langzeituntersuchungen der Soziologen Paul Amato und Alan Booth von der Pennsylvania State University zeigten, dass dem Bildungsgrad und Einkommen der Väter entsprechend der Bildungserfolg der Kinder ausfiel. Zudem zeigte eine weitere Untersuchung des Oxford Centre for Research into Parenting and Children, dass großes Erziehungsengagement von Vätern bei Söhnen eine spätere Straffälligkeit deutlich vermindern und Töchter vor psychischem Stress im späteren Leben schützen kann, während bei Vernachlässigung der Erziehungsaufgaben oder dem gänzlichen Fehlen des Vaters vermehrt Schulleistungsstörungen auftreten können. Zudem können Heranwachsende unter mangelndem Selbstbewusstsein leiden und später anfälliger für psychische Erkrankungen und Suchtprobleme sein. Jedoch treten diese Anfälligkeiten nach einer Trennung nicht zwangsläufig auf, da eine Ersatzperson oder der aktive Scheidungsvater zu einer Stabilisierung beitragen kann.

## Väter in der Kunst
In den Künsten ist die Vaterrolle in vielfältiger Weise reflektiert worden. Wichtige Beispiele in Bezug auf die Rolle des „sozialen Vaters“ sind die Tragödie Hamlet von Shakespeare und aus neuerer Zeit der Spielfilm Fanny und Alexander von Ingmar Bergman. Väter, Vater-Sohn- und Vater-Tochter-Beziehungen sind das zentrale Thema sehr vieler Filme, wichtige Beispiele:
- Wenn der Vater mit dem Sohne, Bundesrepublik Deutschland 1955
- Vater (Apa), Ungarn 1966
- Kramer gegen Kramer (Kramer vs. Kramer), USA 1979
- Die Zeit, die uns noch bleibt (And When Did You Last See Your Father?), Großbritannien 2007